# Erich Wolfgang Korngold
Erich Wolfgang Korngold (født 29. maj 1897, død 29. november 1957) var en østerrigsk musiker, søn af den som musikskribent og "Neue freie Presses" kritiker bekendte Julius Korngold, der har bidraget betydeligt til sønnens hurtige og opsigtsvækkende karriere som komponist.
Korngold debuterede nemlig allerede som 11-årig dreng med pantomimen Der Schneemann og var siden rastløs virksom som komponist af såvel kammermusik, en symfoni (1952), og andre symfoniske værker (Sinfonietta, Märchenbilder, Schauspiel-Ouverture etc.) som dramatiske arbejder (Polykrates’ Ring, Violanta, Die tote Stadt). Korngolds tidlige udvikling som komponist var lige så utvivlsom som mærkelig; ved hans frembringelser har dog klæbet noget søgt og forceret, der imidlertid efterhånden synes at have fortaget sig. 1919 blev han orkesterdirigent i Hamburg og 1927 professor i teori med mere ved Statens Musikakademi i Wien.